# Rhagodima nigrocincta
Rhagodima nigrocincta är en spindeldjursart som beskrevs av Roewer 1933. Rhagodima nigrocincta ingår i släktet Rhagodima och familjen Rhagodidae. Inga underarter finns listade i Catalogue of Life.